# Золотухін Михайло Іванович
Михайло Іванович Золотухін (1904, місто Сарапул Вятської губернії, тепер Удмуртія, Російська Федерація — 17 жовтня 1954, місто Уральськ, тепер Західноказахстанської області, Казахстан) — радянський партійний діяч, 1-й секретар Кустанайського і Павлодарського обласних комітетів КП(б) Казахстану. Депутат Верховної Ради СРСР 2-го скликання. Депутат Верховної ради Казахської РСР 3-го скликання. 

## Біографія
З 1922 до 1925 року служив у Червоній армії.
З 1925 року працював робітником Новоросійського цементного заводу «Пролетар».
Член ВКП(б) з 1929 року.
До 1933 року — помічник директора Новоросійського цементного заводу «Пролетар» Північно-Кавказького краю.
У 1933—1937 роках — помічник начальника політичного відділу машинно-тракторної станції, директор машинно-тракторної станції (МТС).
У 1938—1939 роках — 1-й секретар Кизлярського окружного комітету ВКП(б).
У 1939—1940 роках — 1-й заступник голови виконавчого комітету Орджонікідзевської крайової ради депутатів трудящих.
У 1940—1944 роках — 2-й секретар Орджонікідзевського (Ставропольського) крайового комітету ВКП(б). Під час німецько-радянської війни, в 1942 році — комісар об'єднаних партизанських загонів Орджонікідзевського краю.
У червні 1944 — липні 1947 року — 1-й секретар Кустанайського обласного комітету КП(б) Казахстану. Одночасно з 1944 до липня 1947 року — 1-й секретар Кустанайського міського комітету КП(б) Казахстану.
У 1947—1950 роках — слухач Вищої партійної школи при ЦК ВКП(б).
У 1950 — січні 1954 року — 1-й секретар Павлодарського обласного комітету КП(б) Казахстану.
З січня до 17 жовтня 1954 року — голова Західно-Казахстанської обласної ради профспілок.
Помер 17 жовтня 1954 року в місті Уральську.

## Нагороди
- орден Леніна
- орден «Знак Пошани» (16.03.1940)
- орден Червоної Зірки
- медалі